# Vinícius Júnior
Vinícius José Paixão de Oliveira Júnior (São Gonçalo, Río de Janeiro, 12 de julio de 2000), más conocido como Vinícius Jr. o Vini Jr., es un futbolista brasileño que juega de delantero en el Real Madrid C. F. de la Primera División de España. Además, es propietario del Futebol Clube de Alverca desde el 18 de febrero de 2025.
En marzo de 2017, con solo 16 años, fue la gran figura de la selección sub-17 de Brasil que consiguió el Campeonato Sudamericano Sub-17, anotando 7 goles y donde fue nombrado mejor jugador del torneo. Comparado en sus inicios con Neymar por precocidad y condiciones, está considerado como uno de los futbolistas con más proyección de la actualidad. En diciembre de 2018, acabó como quinto clasificado del Golden Boy, siendo nominado también en 2019 y 2020, cuando fue seleccionado entre los finalistas del premio.

## Trayectoria
Formado en las categorías inferiores del Flamengo, a las que ingresó en 2010, el jugador tuvo sus primeros contactos con el fútbol en su localidad natal de São Gonçalo en edad prebenjamín. Fue sin embargo inscrito como lateral izquierdo, puesto muy distinto del que años después le llevó al fútbol profesional.

El padre de Vinícius nos buscó cuando tenía cinco años de edad y desde entonces presentó un rendimiento muy por encima de los niños de su edad. Siempre fue un chico tranquilo y silencioso, nunca dio problemas, pero siempre por encima de la media.
Cacau, profesor de la Escuela de São Gonçalo.

Permaneció en las escuelas inferiores de São Gonçalo hasta 2010, esencialmente en el equipo futsal de Canto do Rio Foot-Ball Club, e iría a probar en el equipo de futsal del club carioca en 2009, siendo citado para el año siguiente por ser demasiado joven aún pese a su potencial. El jugador no regresó a dicha citación ya que quería jugar al fútbol 11, no futsal, y finalmente en 2010 entró en las categorías inferiores del Flamengo tras ofrecérselo el club. A partir de ese momento el futbolista fue ascendiendo por las diferentes divisiones del club carioca hasta llegar al equipo sub-20 a finales del año 2016. Para entonces el jugador era considerado como una de las referencias del combinado sub-17.

### La perla juvenil del Flamengo
Vinícius debutó finalmente con el primer equipo el 13 de mayo de 2017, disputando los últimos diez minutos del empate 1-1 ante el Atlético Mineiro. Dos días después amplió su contrato con el club carioca hasta 2022 ampliando su cláusula de rescisión hasta los 45 millones de euros, en previsión de lo que parecía una cercana salida del club. El jugador, aún en edad juvenil, fue señalado como uno de los futbolistas de mayor proyección del fútbol internacional y varios de los clubes más reconocidos de Europa quisieron contratarle.
Tras días de especulaciones, finalmente el 23 de mayo se certificó su fichaje por el Real Madrid Club de Fútbol de España, efectiva en el año 2018, acordándose que el jugador siguiese en calidad de cedido en el club brasileño hasta 2019, pudiendo incorporarse antes a la disciplina madridista si así lo acordasen ambos clubes.
El 10 de agosto de 2017 anotó su primer gol como profesional en la decimosexta edición de la Copa Sudamericana. El partido, correspondiente a la vuelta de la segunda fase frente al Palestino, finalizó con victoria de su equipo por 5-0, con un 10-2 global clasificó a los cariocas para los octavos de final de la competición. Diez días después marcó un doblete en Série A ante Atlético Goianiense (2-0).
Apenas un mes después su equipo perdió la final de la Copa de Brasil 2017, frente al Cruzeiro, tras una tanda de penaltis posterior al 1-1 global en los dos partidos definitorios. En ella tuvo presencia en cuatro partidos, en los que no anotó ningún gol en apenas 70 minutos de juego, incluyendo el partido de ida de la final. Al poco tiempo sufrió una lesión por una dura entrada que le mantuvo de baja durante un mes.
Tras volver, disputó el 2 de noviembre su primer derbi o «clássico das multidões» contra el Fluminense, en los cuartos de final de la Copa Sudamericana, en el que tuvo una actuación muy destacada. Entró al terreno de juego cuando su equipo perdía por 3-1 y fue decisivo para el empate que clasificó a su equipo para las semifinales. Para el periodista Andre Rizek, este fue el bautismo decisivo de Vinicius en el fútbol profesional.

"Él tiene 17 años. No es normal, no es común que un jugador de 17 años entre en un partido grande como este y marcar la diferencia. Vinícius Júnior mostró que no es un jugador común, no es normal. Por eso fue el mayor traspaso de la historia del fútbol brasileño. En el caso de que Vinícius llegue a ser un grande del fútbol mundial, en el partido de ayer dio argumentos para que nadie dude. Él tuvo, para mí, el bautismo de fuego. Entró en un derbi Fla-Flu, e inició, después de recibir un pase de Diego, la jugada del segundo gol del Flamengo. Es un tipo que toma la pelota y va hacia arriba, con el partido enconado, no huyó de él. En una jugada individual, pasó por dos jugadores y sufrió la falta que originó el tercer gol. El niño entró en campo, fue hacia arriba, jugando, y mostró para mí que ya es gente grande. Y mira que casi hace el cuarto si no llega a ser cazado."
Andre Rizek, comentarista de SporTV, sobre su actuación en el Fla-Flu.

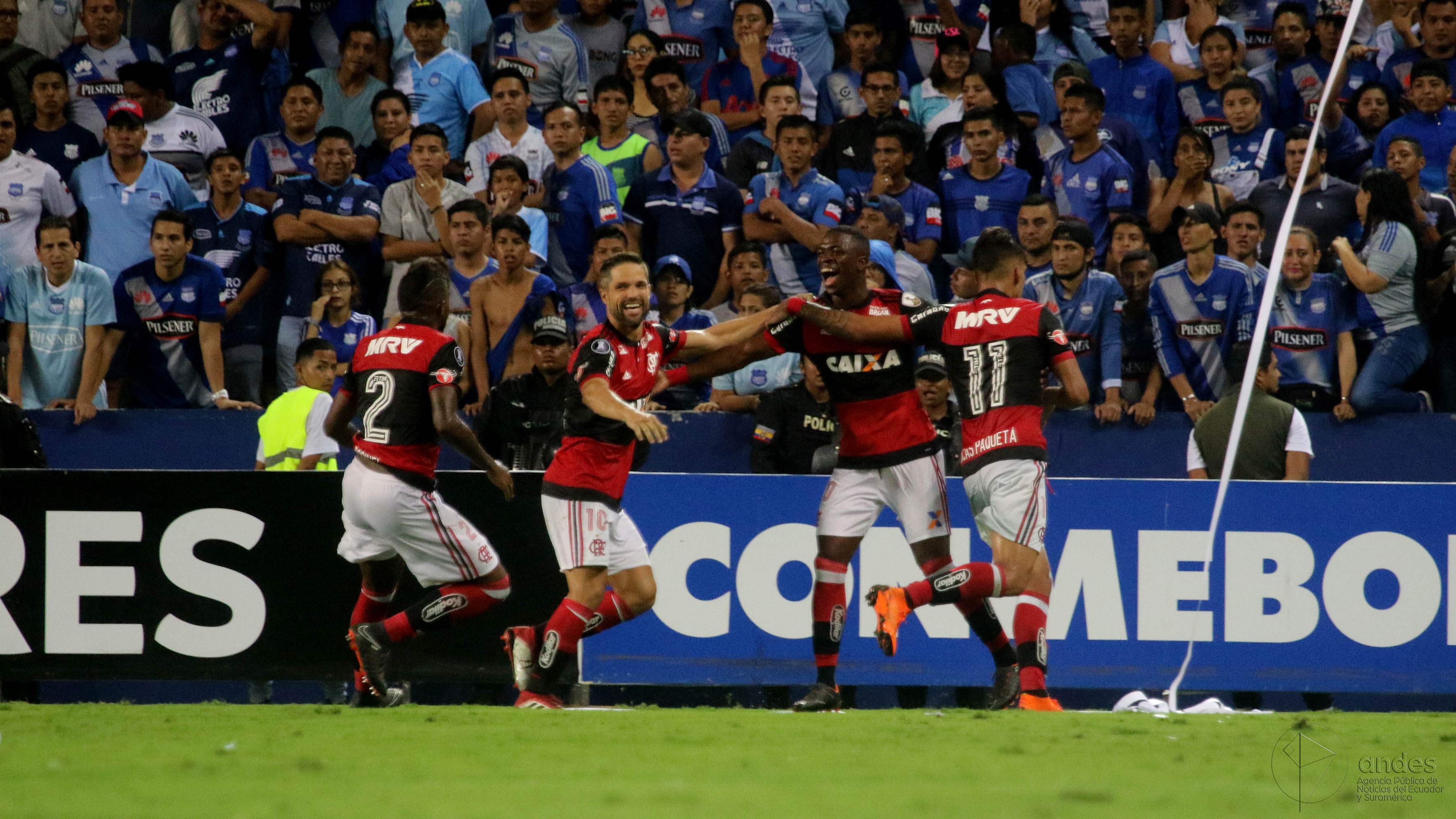
Vinícius festeja un gol frente a Club Sport Emelec en la Copa Libertadores 2018.

En diciembre de 2017 quedó subcampeón de la Copa Sudamericana tras caer derrotado por Independiente por un global de 3 a 2. Partió desde el banquillo en ambos partidos.
El jugador fue uno de los destacados del equipo en la Taça Guanabara de 2018, la primera fase del Campeonato Carioca, contabilizando tres goles en seis partidos que sirvieron para que el Flamengo lograse el título frente al Boavista. El partido decisivo, disputado el 18 de febrero, finalizó con un 0-2 en el que marcó el segundo tanto, logrando así su primer campeonato profesional.
El 15 de marzo el jugador debutó en la máxima competición de clubes en América, al disputar el encuentro de la Copa Libertadores 2018 frente al Emelec ecuatoriano. Entró a falta de 23 minutos para la conclusión del encuentro con un resultado desfavorable de 1-0 y marcó dos goles que dieron la victoria a su equipo por 1-2. Se convirtió así en el jugador más joven de la historia del club en anotar en Copa Libertadores, al tiempo que cortó la racha negativa de los cariocas, quienes no vencían a domicilio desde 2014, y recibió elogios por parte de aficionados y medios de comunicación. Con apenas 17 años logró además colocarse como el máximo goleador provisional del equipo con seis goles en 550 minutos disputados, con una media aproximada de un gol cada 90 minutos.

### Progresión internacional con el Real Madrid
Vinícius Júnior llegó a la ciudad de Madrid el 14 de julio de 2018 y fue presentado un par de días después, el 20 de julio, como nuevo jugador del Real Madrid Club de Fútbol. Participó en la gira de pretemporada del club realizada en Estados Unidos, y debutó con la camiseta blanca el 1 de agosto de 2018, en un partido contra el Manchester United por la International Champions Cup, donde inició como titular y jugó 62 minutos antes de ser sustituido. Su estreno en el Santiago Bernabéu fue el 11 de ese mismo mes, en el Trofeo Santiago Bernabéu disputado contra la Associazione Calcio Milan. Debido a su temprana edad y la falta de fichas disponibles en el primer equipo, el jugador carioca fue inscrito como jugador del equipo filial, con el cual logró tres goles en las primeras cuatro jornadas de Segunda División "B", a los que habría que sumar uno más logrado el 21 de octubre ante el Real Club Celta de Vigo "B".

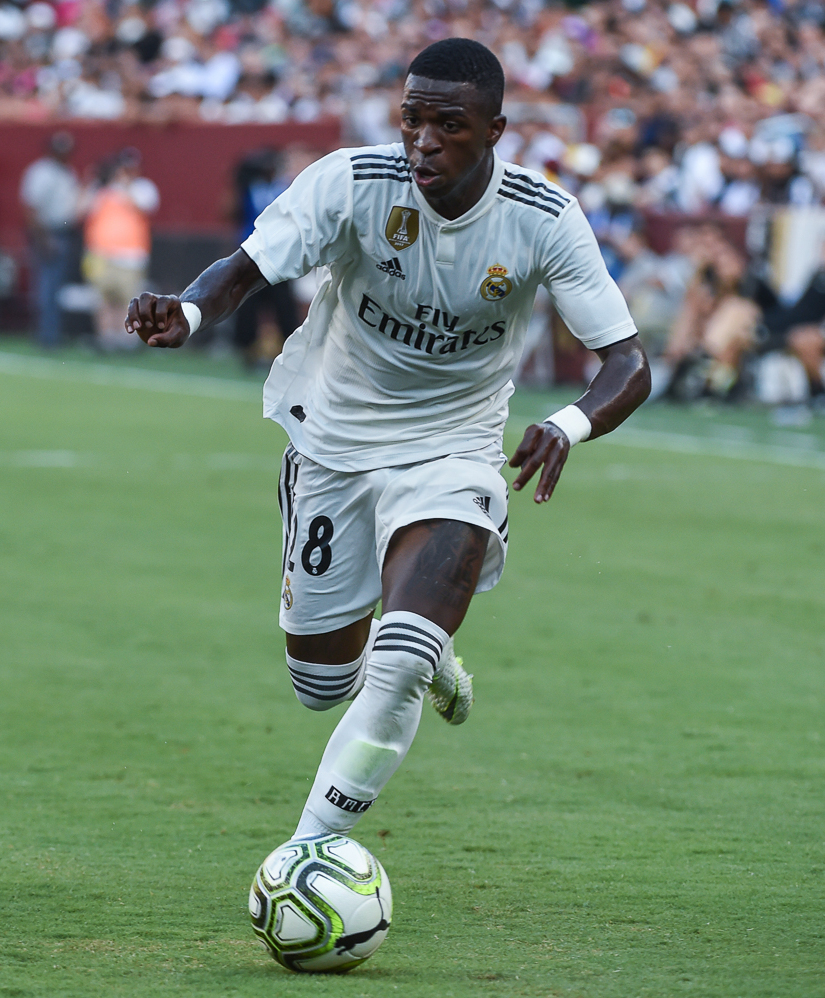
Vinícius durante la pretemporada de 2018 frente a la Juventus de Turín.

El 29 de septiembre de 2018 se convirtió en el primer jugador nacido después del año 2000 en debutar con «los merengues» en un partido oficial. El brasileño sustituyó a Karim Benzema en el minuto 88 del derbi madrileño ante el Atlético de Madrid de la primera vuelta de la Liga. Con la destitución de Julen Lopetegui y la llegada de Santiago Solari a los mandos del banquillo madridista fue aumentando su presencia en las alineaciones del primer equipo. El 3 de noviembre, el árbitro le concedió la autoría del primer gol en el triunfo ante el Real Valladolid Club de Fútbol por 2-0 tras un lanzamiento que desvió el defensa Kiko Olivas, su primero con el primer equipo madridista. El 6 de diciembre anotó su primer tanto en Copa del Rey en el triunfo ante la Unión Deportiva Melilla por 6-1, y entró en la dinámica diaria del primer equipo. A partir del mes de enero se estableció en el puesto de extremo izquierdo, completando grandes actuaciones, aunque no tuvo acierto de cara a portería. Pese a ello, seguía siendo señalado como uno de los jugadores a tener en cuenta en el futuro. Su progresión sin embargo se vio truncada cuando el 5 de marzo sufrió una grave lesión de tobillo durante el transcurso del partido de vuelta de los octavos de final de la Liga de Campeones ante el Ajax de Ámsterdam en el que los madrileños fueron eliminados, mientras que en el campeonato doméstico finalizaron en tercer lugar.
El brasileño fue inscrito como miembro de la primera plantilla para la temporada 2019-20, de nuevo con Zinedine Zidane como entrenador. El 1 de marzo de 2020 anotó su primer gol en un «Clásico» frente al Fútbol Club Barcelona al abrir el marcador en la victoria por 2-0, y se convirtió en el jugador más joven en hacerlo en el siglo xxi con 19 años y 233 días superando el anterior registro de Lionel Messi. Finalmente el Real Madrid con un Vinícius fundamental en el último tramo de la temporada, fue campeón de Liga 2019-20, torneo que se vio afectado, al igual que todos los ámbitos de la vida cotidiana, por un brote del coronavirus tipo 2 del síndrome respiratorio agudo grave, una pandemia global vírica que llegó a Europa desde Asia, provocando contagios, fallecimientos y retroceso económico. Esto obligó a la cancelación de las competiciones por parte de la UEFA, la RFEF y la La Liga, y no se reanudaron hasta meses después tras una mejoría después de un confinamiento de la población para frenar los contagios. El gobierno decretó así que las competiciones pudieran retomar su actividad sin público en las gradas, por lo que los encuentros se disputaron en el Estadio Alfredo Di Stéfano, estadio del equipo filial en la Ciudad Real Madrid, con el objetivo de avanzar las obras de remodelación en el Estadio Santiago Bernabéu.
Para la temporada 2020-21 la complicada situación económica del club debido a la pandemia no permitió grandes cambios en la plantilla, afrontando una etapa austera. Tras un errático comienzo, el equipo reaccionó pero a pesar de los buenos resultados, las continuas lesiones durante la temporada finalmente afectaron al rendimiento del equipo, que a pesar de llegar sorpresivamente a semifinales de la Copa de Europa —de nuevo con el jugador brasileño como uno de los referentes— y tener opciones de ganar La Liga hasta en la última jornada, el equipo no consiguió alzar ningún título.
El brasileño, quien recibió críticas por su falta de acierto de cara a portería, demostró en el comienzo del curso 2021-22 una notable mejoría. Así, se situó como máximo realizador del campeonato, con goles de bella factura y como el jugador más destacado del equipo. Especialmente sobresaliente en los partidos frente al Levante Unión Deportiva, donde anotó un doblete, y frente al Real Club Celta de Vigo, con gol y un penalti provocado, el futbolista se vio revalorizado ante la opinión pública. Él, con su desborde y goles, acompañado de Benzema, el otro gran protagonista del ataque, situaron al equipo líder del campeonato. El inicio de temporada de los dos delanteros tan sólo fue mejorado en Europa por Erling Haaland y Robert Lewandowski, líderes en Alemania.
Tras tres partidos sin vencer, el equipo goleó en la tercera jornada de Liga de Campeones al Futbolny Klub Shajtar Donetsk por 0-5. Vinícius fue de nuevo junto a Benzema el jugador más destacado del encuentro, al anotar dos goles y dar una asistencia, y fue señalado de nuevo por su altísimo rendimiento en la primera parte de la temporada. En Brasil, su país, las buenas críticas fueron unánimes y fue incluso calificado como «el mejor brasileño de Europa» del momento, y se colocó como el séptimo mejor goleador nacido en el país sudamericano de la historia del club blanco. Los elogios a su buen estado de forma continuaron apenas unos días después tras ser el jugador clave en «el Clásico», donde pese a no marcar, fue el jugador más peligroso de ambos conjuntos y permitió que los blancos vencieran por 1-2, y quedaran a una victoria de la centena en la historia de sus partidos frente a los barcelonistas.
Reconocido por el jugador que las críticas recibidas en el pasado suponían una presión enorme: «La presión era demasiado grande. Nunca había visto tanta sobre un jugador tan joven. No sé por qué fue, tal vez porque costé mucho dinero. El club y los entrenadores sabían de mi calidad y que con el tiempo ganaría más experiencia y confianza.»; una vez sobrepuesto fue uno de los jugadores más determinantes del continente. Dos nuevos goles, ante el Elche Club de Fútbol, y dos asistencias ante el Futbolny Klub Shajtar Donetsk fueron la confirmación que llevaron a que el club quisiera renovar su contrato para reflejar su nuevo status como referente del equipo.
Decisivo en la temporada, un gol suyo en la jornada 15 ante el Sevilla Fútbol Club a tres minutos de la conclusión permitió al equipo vencer 2-1 y asentarse así como primer clasificado en solitario en una sucesión clave de encuentros para el devenir de las competiciones. Designado como mejor jugador del mes de noviembre de LaLiga tras los citados compromisos —con dos goles en tres partidos—, tono que mantuvo hasta el nuevo año, la primera de las competiciones resueltas fue la Supercopa de España, vencida al Athletic Club en una final four en la que Vinícius fue uno de los jugadores destacados al anotar un nuevo gol en semifinales. Del mismo modo fue tras Karim Benzema el atacante más influyente del equipo con 38 goles creados entre goles y asistencias, que permitieron que el equipo lograse su segundo campeonato de liga en tres años, y posteriormente, en la final de la Liga de Campeones contra el Liverpool Football Club, anotó el único gol del encuentro, logrando así su primer título del máximo torneo continental —decimocuarto para el Real Madrid—. Fue designado como el mejor jugador joven de la temporada por la UEFA, y el tercero absoluto por el diario Marca (por detrás de sus compañeros Karim Benzema y Thibaut Courtois).
Consagrado como uno de los mejores jugadores del club merengue y del mundo, está entre los favoritos para ganar el balón de oro de 2024 y como el joven de mayor proyección en Europa, renovó con «los blancos» hasta 2027.

#### 2024–25
El 22 de octubre de 2024 anotó su primer triplete en la Liga de Campeones de la UEFA en la remontada por 5-2 contra el Borussia Dortmund. Terminó segundo en el Balón de Oro de 2024 detrás de Rodri, siendo uno de los más polémicos en la historia del premio. El 9 de noviembre, anotó su cuarto triplete con la camiseta del Real Madrid y segundo en la Primera División de España en la victoria 4-0 contra el Club Atlético Osasuna.
En un partido contra el Valencia, el 3 de enero de 2025, Vini fue expulsado tras agredir al portero Stole Dimitrievski y castigado con dos partidos de suspensión por la Federación Española de Fútbol. El periodista de Marca, Elías Israel criticó Vini: «es una gran pena que el descomunal crecimiento de Vinicius como futbolista, desde su llegada a España, no ha venido acompañado de un crecimiento en su comportamiento dentro del terreno de juego.»

## Selección nacional

### Categorías inferiores
Entre noviembre y diciembre de 2015 participó en el Campeonato Sudamericano Sub-15, donde logró seis goles y se proclamó campeón. En marzo de 2017 jugó el Campeonato Sudamericano Sub-17, logrando las distinciones de máximo goleador y mejor jugador del torneo además de obtener un nuevo título.

### Categoría absoluta
El 28 de febrero de 2019 fue convocado por primera vez por el seleccionador brasileño Tite para disputar dos amistosos, con la selección de Brasil, en el mes de marzo. Pocos días después, tras sufrir una grave lesión de tobillo, fue sustituido por David Neres. El 10 de septiembre de 2019 se produjo su debut en la derrota de Brasil en un amistoso ante Perú por 0 a 1.

#### Copa América 2024
Sería uno de los convocados para jugar con la canarinha la Copa América 2024.Haría su debut ante Costa Rica y, en su segundo partido, ante Paraguay haría un doblete para firmar la victoria 4-1; en la última fecha, ante Colombia, le sacarían una tarjeta amarilla que lo dejaría incapacitado de jugar los cuartos de final ante Uruguay.

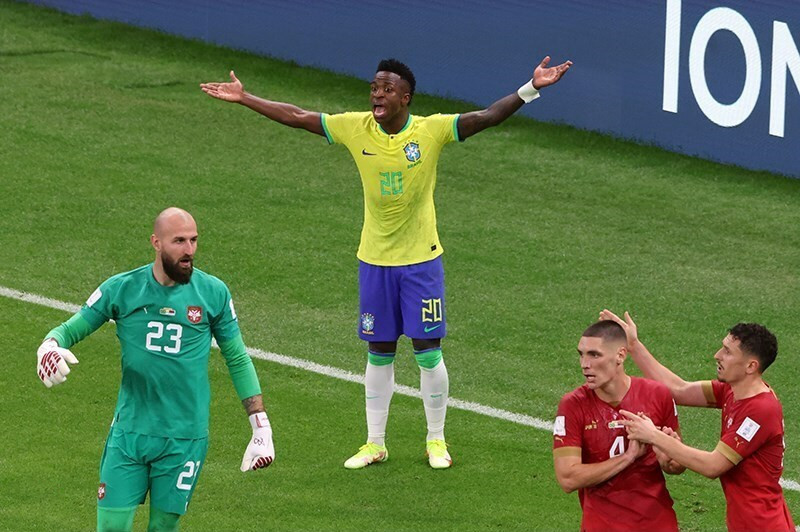
Vinícius Jr (al fondo), con la selección de Brasil, en el Mundial de Catar 2022

### Partidos con la selección mayor de Brasil
| PJ  | Fecha                    | Ciudad          | Local         | Resultado | Visitante     | Competición                                                      |
| --- | ------------------------ | --------------- | ------------- | --------- | ------------- | ---------------------------------------------------------------- |
| 1.  | 10 de septiembre de 2019 | Los Ángeles     | Brasil        | (0-1)     | Perú          | Amistoso                                                         |
| 2.  | 13 de junio de 2021      | Brasilia        | Brasil        | (3-0)     | Venezuela     | Copa América 2021                                                |
| 3.  | 27 de junio de 2021      | Goiânia         | Brasil        | (1-1)     | Ecuador       | Copa América 2021                                                |
| 4.  | 5 de julio de 2021       | Río de Janeiro  | Brasil        | (1-0)     | Perú          | Copa América 2021                                                |
| 5.  | 10 de julio de 2021      | Río de Janeiro  | Argentina     | (1-0)     | Brasil        | Copa América 2021                                                |
| 6.  | 2 de septiembre de 2021  | Santiago        | Chile         | (0-1)     | Brasil        | Eliminatorias para el Mundial 2022                               |
| 7.  | 7 de octubre de 2021     | Caracas         | Venezuela     | (1-3)     | Brasil        | Eliminatorias para el Mundial 2022                               |
| 8.  | 12 de noviembre de 2021  | São Paulo       | Brasil        | (1-0)     | Colombia      | Eliminatorias para el Mundial 2022                               |
| 9.  | 17 de noviembre de 2021  | San Juan        | Argentina     | (0-0)     | Brasil        | Eliminatorias para el Mundial 2022                               |
| 10. | 27 de enero de 2022      | Quito           | Ecuador       | (1-1)     | Brasil        | Eliminatorias para el Mundial 2022                               |
| 11. | 1 de febrero de 2022     | Belo horizonte  | Brasil        | (4-0)     | Paraguay      | Eliminatorias para el Mundial 2022                               |
| 12. | 24 de marzo de 2022      | Río de Janeiro  | Brasil        | (4-0)     | Chile         | Eliminatorias para el Mundial 2022                               |
| 13. | 2 de junio de 2022       | Seúl            | Corea del Sur | (1-5)     | Brasil        | Amistoso                                                         |
| 14. | 6 de junio de 2022       | Tokio           | Japón         | (0-1)     | Brasil        | Amistoso                                                         |
| 15. | 23 de septiembre de 2022 | Havre           | Brasil        | (3-0)     | Ghana         | Amistoso                                                         |
| 16. | 27 de septiembre de 2022 | París           | Brasil        | (5-1)     | Túnez         | Amistoso                                                         |
| 17. | 24 de noviembre de 2022  | Lusail          | Brasil        | (2-0)     | Serbia        | Copa Mundial de 2022                                             |
| 18. | 28 de noviembre de 2022  | Doha            | Brasil        | (1-0)     | Suiza         | Copa Mundial de 2022                                             |
| 19. | 5 de diciembre de 2022   | Doha            | Brasil        | (4-1)     | Corea del Sur | Copa Mundial de 2022                                             |
| 20. | 9 de diciembre de 2022   | Rayán           | Croacia       | 1 (4-2) 1 | Brasil        | Copa Mundial de 2022                                             |
| 21. | 25 de marzo de 2023      | Tánger          | Marruecos     | (2-1)     | Brasil        | Amistoso                                                         |
| 22. | 17 de junio de 2023      | Cornellá        | Brasil        | (4-1)     | Guinea        | Amistoso                                                         |
| 23. | 20 de junio de 2023      | Lisboa          | Brasil        | (2-4)     | Senegal       | Amistoso                                                         |
| 24. | 13 de octubre de 2023    | Cuiabá          | Brasil        | (1-1)     | Venezuela     | Eliminatorias para el Mundial 2026                               |
| 25. | 18 de octubre de 2023    | Montevideo      | Uruguay       | (2-0)     | Brasil        | Eliminatorias para el Mundial 2026                               |
| 26. | 17 de noviembre de 2023  | Barranquilla    | Colombia      | (2-1)     | Brasil        | Eliminatorias para el Mundial 2026                               |
| 27. | 23 de marzo de 2024      | Londres         | Inglaterra    | (0-1)     | Brasil        | Amistoso                                                         |
| 28. | 26 de marzo de 2024      | Madrid          | España        | (3-3)     | Brasil        | Amistoso                                                         |
| 29. | 8 de junio de 2024       | College Station | México        | (2-3)     | Brasil        | Amistoso                                                         |
| 30. | 28 de junio de 2024      | Las Vegas       | Paraguay      | (1-4)     | Brasil        | Copa América 2024                                                |
| 31. | 3 de julio de 2024       | Santa Clara     | Colombia      | (1-1)     | Brasil        | Copa América 2024                                                |
| 32. | 7 de septiembre de 2024  | Curitiba        | Brasil        | (1-0)     | Ecuador       | Clasificación de Conmebol para la Copa Mundial de Fútbol de 2026 |
| 33. | 11 de septiembre de 2024 | Asunción        | Paraguay      | (1-0)     | Brasil        | Clasificación de Conmebol para la Copa Mundial de Fútbol de 2026 |
| 34. | 14 de noviembre de 2024  | Maturín         | Venezuela     | (1-1)     | Brasil        | Clasificación de Conmebol para la Copa Mundial de Fútbol de 2026 |

### Participaciones en Copa América
| Torneo            | Sede           | Resultado        | Partidos | Goles |
| ----------------- | -------------- | ---------------- | -------- | ----- |
| Copa América 2021 | Brasil         | Subcampeón       | 4        | 0     |
| Copa América 2024 | Estados Unidos | Cuartos de final | 3        | 2     |

### Participaciones en Copas del Mundo
| Torneo            | Sede  | Resultado        | Partidos | Goles |
| ----------------- | ----- | ---------------- | -------- | ----- |
| Copa Mundial 2022 | Catar | Cuartos de final | 4        | 1     |

### Participaciones en Eliminatorias a Copas del Mundo
| Eliminatorias                 | Sede       | Resultado  | Partidos | Goles |
| ----------------------------- | ---------- | ---------- | -------- | ----- |
| Eliminatorias Mundial de 2022 | Sudamérica | 1.er lugar | 6        | 1     |

### Goles internacionales
| # | Fecha                  | Lugar                                       | Rival         | Gol   | Resultado | Competición                |
| - | ---------------------- | ------------------------------------------- | ------------- | ----- | --------- | -------------------------- |
| 1 | 24 de marzo de 2022    | Estadio Maracaná, Rio de Janeiro, Brasil    | Chile         | 2 - 0 | 4 - 0     | Eliminatorias Mundial 2022 |
| 2 | 5 de diciembre de 2022 | Estadio 974, Doha, Catar                    | Corea del Sur | 1 - 0 | 4 - 1     | Copa Mundial 2022          |
| 3 | 17 de junio de 2023    | RCDE Stadium, Barcelona, España             | Guinea        | 4 - 1 | 4 - 1     | Amistoso                   |
| 4 | 28 de junio de 2024    | Allegiant Stadium, Paradise, Estados Unidos | Paraguay      | 0 - 1 | 1 - 4     | Copa América 2024          |
| 5 | 28 de junio de 2024    | Allegiant Stadium, Paradise, Estados Unidos | Paraguay      | 0 - 3 | 1 - 4     | Copa América 2024          |

## Controversias

### Racismo
Vinícius ha sido objeto en diversas ocasiones de calificativos e insultos considerados racistas, dentro y fuera del terreno de juego. Destacan por su repercusión pública los «cánticos de tintes racistas» proferidos por aficionados del club Atlético de Madrid el 18 de septiembre de 2022. Tanto el presidente del Gobierno Pedro Sánchez como el pleno del Congreso —mediante una declaración institucional— condenaron los hechos, y la Fiscalía Provincial de Madrid abrió diligencias y ordenó una investigación policial para identificar a los responsables a raíz de una denuncia presentada por Movimiento contra la Intolerancia.
El 30 de diciembre de ese año, en el transcurso de un partido de Liga contra el Real Valladolid, también recibió insultos racistas desde la grada, por lo que La Liga presentó «una denuncia penal por delitos de odio ante los Juzgados de Instrucción de Valladolid» así como «escrito de denuncia por insultos racistas ante el Comité de Competición de la Real Federación Española de Fútbol (RFEF) y la Comisión Estatal contra la Violencia, el Racismo, Xenofobia y la Intolerancia en el Deporte, para su estudio y valoración de sanción». En enero de 2023, apareció un muñeco negro con la camiseta del jugador colgado de un puente en Madrid. Tras un nuevo ataque racista en el partido del Real Madrid contra el Mallorca, el 7 de febrero, LaLiga presentó una denuncia ante los Juzgados de Instrucción de Palma de Mallorca. En mayo de 2023 nuevamente se dieron insultos racistas durante el partido contra el Valencia; siete personas fueron detenidas.
Al margen de estas desafortunadas ocasiones, existen personas las cuales sostienen fervientemente que Vinícius Júnior es un jugador provocador, realizando gestos a la hinchada del Atlético Madrid, a Jules Koundé (defensor del Barcelona), Aymeric Laporte en la selección de España e incluso hasta con fanáticos.

## Estadísticas

### Clubes
Actualizado al último partido jugado el 7 de julio de 2025.
| Club                                | Div.          | Temporada     | Liga  | Liga  | Liga   | Estatal | Estatal | Estatal | Copas nacionales | Copas nacionales | Copas nacionales | Copas internacionales | Copas internacionales | Copas internacionales | Total | Total | Total  |
| Club                                | Div.          | Temporada     | Part. | Goles | Asist. | Part.   | Goles   | Asist.  | Part.            | Goles            | Asist.           | Part.                 | Goles                 | Asist.                | Part. | Goles | Asist. |
| ----------------------------------- | ------------- | ------------- | ----- | ----- | ------ | ------- | ------- | ------- | ---------------- | ---------------- | ---------------- | --------------------- | --------------------- | --------------------- | ----- | ----- | ------ |
| C. R. Flamengo · Brasil             | 1.ª           | 2017          | 25    | 3     | 1      | 1       | 0       | 0       | 4                | 0                | 0                | 7                     | 1                     | 0                     | 37    | 4     | 1      |
| C. R. Flamengo · Brasil             | 1.ª           | 2018          | 12    | 4     | 3      | 13      | 4       | 0       | 2                | 0                | 0                | 5                     | 2                     | 0                     | 32    | 10    | 3      |
| C. R. Flamengo · Brasil             | Total club    | Total club    | 37    | 7     | 4      | 14      | 4       | 0       | 6                | 0                | 0                | 12                    | 3                     | 0                     | 69    | 14    | 4      |
| Real Madrid Castilla C. F. · España | 2.ª B         | 2018-19       | 5     | 4     | 1      | —       | —       | —       | —                | —                | —                | —                     | —                     | —                     | 5     | 4     | 1      |
| Real Madrid Castilla C. F. · España | Total club    | Total club    | 5     | 4     | 1      | 0       | 0       | 0       | 0                | 0                | 0                | 0                     | 0                     | 0                     | 5     | 4     | 1      |
| Real Madrid C. F. · España          | 1.ª           | 2018-19       | 18    | 2     | 0      | —       | —       | —       | 8                | 2                | 6                | 5                     | 0                     | 3                     | 31    | 4     | 9      |
| Real Madrid C. F. · España          | 1.ª           | 2019-20       | 29    | 3     | 1      | —       | —       | —       | 4                | 1                | 1                | 5                     | 1                     | 1                     | 38    | 5     | 3      |
| Real Madrid C. F. · España          | 1.ª           | 2020-21       | 35    | 3     | 3      | —       | —       | —       | 2                | 0                | 0                | 12                    | 3                     | 2                     | 49    | 6     | 5      |
| Real Madrid C. F. · España          | 1.ª           | 2021-22       | 35    | 17    | 10     | —       | —       | —       | 4                | 1                | 0                | 13                    | 4                     | 7                     | 52    | 22    | 17     |
| Real Madrid C. F. · España          | 1.ª           | 2022-23       | 33    | 10    | 10     | —       | —       | —       | 7                | 3                | 2                | 15                    | 10                    | 7                     | 55    | 23    | 19     |
| Real Madrid C. F. · España          | 1.ª           | 2023-24       | 26    | 15    | 6      | —       | —       | —       | 3                | 3                | 0                | 10                    | 6                     | 5                     | 39    | 24    | 11     |
| Real Madrid C. F. · España          | 1.ª           | 2024-25       | 30    | 11    | 10     | —       | —       | —       | 8                | 1                | 3                | 20                    | 10                    | 6                     | 58    | 22    | 19     |
| Real Madrid C. F. · España          | Total club    | Total club    | 205   | 61    | 40     | 0       | 0       | 0       | 36               | 11               | 12               | 80                    | 34                    | 31                    | 322   | 106   | 83     |
| Total carrera                       | Total carrera | Total carrera | 247   | 72    | 45     | 14      | 4       | 0       | 42               | 11               | 12               | 92                    | 37                    | 31                    | 396   | 124   | 88     |

### Selección
| Selección         | Temporada     | Continental | Continental | Continental | Mundial | Mundial | Mundial | Amistosos | Amistosos | Amistosos | Total | Total | Total  |
| Selección         | Temporada     | Part.       | Goles       | Asist.      | Part.   | Goles   | Asist.  | Part.     | Goles     | Asist.    | Part. | Goles | Asist. |
| ----------------- | ------------- | ----------- | ----------- | ----------- | ------- | ------- | ------- | --------- | --------- | --------- | ----- | ----- | ------ |
| Absoluta · Brasil | 2019          | -           | -           | -           | -       | -       | -       | 1         | 0         | 0         | 1     | 0     | 0      |
| Absoluta · Brasil | 2020          | -           | -           | -           | -       | -       | -       | -         | -         | -         | 0     | 0     | 0      |
| Absoluta · Brasil | 2021          | 8           | 0           | 0           | -       | -       | -       | 0         | 0         | 0         | 8     | 0     | 0      |
| Absoluta · Brasil | 2022          | 3           | 1           | 0           | 4       | 1       | 2       | 4         | 0         | 0         | 11    | 2     | 2      |
| Absoluta · Brasil | 2023          | 3           | 0           | 1           | -       | -       | -       | 3         | 1         | 1         | 6     | 1     | 2      |
| Absoluta · Brasil | 2024          | 0           | 0           | 0           | -       | -       | -       | 3         | 0         | 1         | 3     | 3     |        |
| Absoluta · Brasil | Total sel.    | 14          | 1           | 1           | 4       | 1       | 2       | 11        | 1         | 2         | 29    | 3     | 4      |
| Total carrera     | Total carrera | 14          | 1           | 1           | 4       | 1       | 2       | 11        | 1         | 2         | 29    | 3     | 4      |
| 1. 2.             |               |             |             |             |         |         |         |           |           |           |       |       |        |

## Palmarés

### Títulos regionales
| Título         | Club     | Estado         | Año  |
| -------------- | -------- | -------------- | ---- |
| Taça Guanabara | Flamengo | Río de Janeiro | 2018 |

### Títulos nacionales
| Título       | Club        | País   | Año  |
| ------------ | ----------- | ------ | ---- |
| Supercopa    | Real Madrid | España | 2020 |
| La Liga      | Real Madrid | España | 2020 |
| Supercopa    | Real Madrid | España | 2022 |
| La Liga      | Real Madrid | España | 2022 |
| Copa del Rey | Real Madrid | España | 2023 |
| Supercopa    | Real Madrid | España | 2024 |
| La Liga      | Real Madrid | España | 2024 |

### Títulos internacionales
Nota *: incluyendo la selección.
| Título                            | Equipo (*)      | Sede        | Año  |
| --------------------------------- | --------------- | ----------- | ---- |
| Sudamericano (sub-15)             | Brasil (sub-15) | Colombia    | 2015 |
| Sudamericano (sub-17)             | Brasil (sub-17) | Chile       | 2017 |
| Copa Mundial de Clubes de la FIFA | Real Madrid     | EAU         | 2018 |
| Liga de Campeones de la UEFA      | Real Madrid     | Saint-Denis | 2022 |
| Supercopa de Europa               | Real Madrid     | Helsinki    | 2022 |
| Copa Mundial de Clubes de la FIFA | Real Madrid     | Marruecos   | 2022 |
| Liga de Campeones de la UEFA      | Real Madrid     | Londres     | 2024 |
| Supercopa de Europa               | Real Madrid     | Varsovia    | 2024 |
| Copa Intercontinental de la FIFA  | Real Madrid     | Catar       | 2024 |

### Distinciones individuales
| Distinción                                                       | Año              |
| ---------------------------------------------------------------- | ---------------- |
| Mejor jugador del Sudamericano (sub-17)                          | 2017             |
| Bota de Oro del Sudamericano (sub-17)                            | 2017             |
| Nominado al Golden Boy                                           | 2018, 2019       |
| Jugador del mes de noviembre en La Liga                          | 2021             |
| Jugador Joven de la Temporada de la Liga de Campeones de la UEFA | 2022             |
| Nominado al Balón de Oro                                         | 2022, 2023, 2024 |
| Nominado al Premio The Best FIFA                                 | 2022, 2024       |
| Parte de los 100 mejores jugadores del mundo según The Guardian  | 2022             |
| Balón de Oro de la Copa Mundial de Clubes de la FIFA 2022        | 2023             |
| FIFA/FIFPro World XI                                             | 2023, 2024       |
| Jugador del mes de marzo en La Liga                              | 2024             |
| Mejor jugador de la Liga de Campeones de la UEFA                 | 2024             |
| Jugador del mes de noviembre de La Liga                          | 2024             |
| Premio The Best FIFA                                             | 2024             |
| Balón de Oro de la Copa Intercontinental de la FIFA              | 2024             |

## Vida personal
En 2024 se sometió a una prueba de ADN y descubrió que tiene antepasados en los Tikar, un pueblo indígena que habita en Camerún.

### Redes sociales
- Vinícius Júnior en X (antes Twitter)
- Vinícius Júnior en TikTok
- Vinícius Júnior en Instagram
- Vinícius Júnior en Facebook
- Vinícius Júnior en YouTube.

- Datos: Q28973866
- Multimedia: Vinícius Júnior / Q28973866